# Trabajadores pobres
Los trabajadores pobres son trabajadores cuyos ingresos caen por debajo de una línea de pobreza dada.  Dependiendo de cómo se defina «trabajar» y «pobreza», alguien puede o no ser considerado trabajador pobre.
Aunque a menudo se asocie la pobreza al desempleo, una proporción significativa de los pobres tiene de hecho un empleo. En octubre de 2016, según el Instituto de Política Fiscal de EE. UU., 6 de cada 10 hogares con ingresos por debajo del umbral de la pobreza tenían al menos a uno de sus miembros empleado.  En España, la mitad de las personas atendidas por Cáritas en 2023 tenían empleo. Principalmente porque están ganando sueldos muy bajos, los trabajadores pobres se enfrentan a numerosos obstáculos para encontrar y mantener un trabajo, ahorrar dinero y mantener su autoestima.
En español también se designa al fenómeno, aunque minoritariamente, con las palabras «pobreza laboral» (48.500 resultados en Google el 3 de noviembre de 2016 frente a los 88.900 de «trabajadores pobres»), traducción deficiente del inglés working poor. Deficiente porque poor, adjetivo y sustantivo, se traduce por pobre, mientras que la palabra inglesa para pobreza es poverty. Además en español el adjetivo «laboral» se emplea para calificar algo que sucede en el trabajo (desigualdad laboral, explotación laboral), no a pesar del trabajo. La formulación «trabajadores pobres» muestra una paradoja (alguien es pobre a pesar de trabajar) que se pierde en «pobreza laboral». Sin embargo, quienes no aceptan que en español el masculino es el término no marcado pueden preferir la segunda formulación para no verse obligados (según ellos; en realidad tal obligación no existe) a escribir «los trabajadores pobres y las trabajadoras pobres».
El índice oficial de trabajadores pobres en los EE. UU. ha permanecido de algún modo estático en las décadas de 1980 a 2010, pero muchos sociólogos argumentan que dicho índice está fijado demasiado abajo, y que en cambio la proporción de trabajadores que experimentan significativas dificultades financieras ha aumentado durante esos años. Cambios en la economía, especialmente el cambio de una economía basada en la fabricación a otra basada en los servicios, ha resultado en la polarización del mercado de trabajo.  Esto significa que hay más trabajos en la cima y en el fondo del espectro de ingresos, pero menos en el medio. En España el porcentaje de trabajadores pobres ascendía a mediados de 2016 al 14,8 %, mientras que el porcentaje de pobres entre los desempleados era del 44,8 %.
Hay una amplia gama de políticas antipobreza que han demostrado mejorar la situación de los trabajadores pobres. La investigación sugiere que incrementar la generosidad del estado del bienestar es la manera más eficaz de reducir la pobreza y el número de los trabajadores pobres. Otras herramientas disponibles para los gobiernos son aumentar el salario mínimo en toda la nación, y correr con los gastos educativos y sanitarios de los hijos de los trabajadores pobres.

## Concepto de trabajador pobre
En los Estados Unidos, el tema de los trabajadores pobres fue inicialmente objeto de debate público durante la Era Progresista (1890–1920). Pensadores de este período como Robert Hunter, Jane Addams, y W.E.B. Du Bois consideraron la estructura de desigualdad de oportunidades como la raíz de la pobreza y de que existieran trabajadores pobres, pero también vieron una relación entre pobreza y factores morales.  En su estudio de los barrios negros de Filadelfia, W.E.B. Du Bois establece una distinción entre personas pobres que trabajan duro, pero fracasan en escapar de la pobreza debido a la discriminación racial, y quienes son pobres debido a deficiencias morales como pereza o falta de perseverancia.
Después de la Gran Depresión, el New Deal, y la Segunda Guerra Mundial, los Estados Unidos experimentaron una era de prosperidad durante la cual la mayoría de trabajadores disfrutaron de mejoras significativas en sueldos y condiciones laborables.  Durante este periodo (1930–1950), los estudiosos dejaron de prestar atención a la pobreza y a los trabajadores pobres. Sin embargo, a finales de la década de 1950 y a comienzos de la de 1960, algunos estudiosos y políticos norteamericanos empezaron a revisar el problema. Libros influyentes como La Sociedad Rica (1958), de John Kenneth Galbraith, o La Otra América (1962), de Michael Harrington, animaron el debate sobre pobreza y trabajadores pobres en los Estados Unidos.
Desde el inicio de la guerra contra la pobreza en la década de 1960, académicos y políticos de ambos extremos del espectro político han prestado una atención creciente a los trabajadores pobres. Un debate clave actualmente es la distinción entre el trabajador pobre y el desempleado pobre. Los académicos conservadores tienden a ver la pobreza de los desempleados como un problema más urgente que el de los trabajadores pobres, porque creen que el desempleo es un riesgo moral, que lleva a la dependencia del subsidio y a la pereza. En cambio el trabajo, incluso mal pagado, es moralmente beneficioso. Para solucionar el problema de la pobreza de los desempleados, algunos académicos conservadores sostienen que el Estado debe dejar de mimar a los pobres con subsidios.
Por otro lado, académicos y políticos progresistas arguyen a menudo que la mayoría de los desempleados pobres y los trabajadores pobres son bastante similares. Los estudios que comparan a las madres solteras que reciben y dejan de recibir subsidios intermitentemente (porque pierden su trabajo y encuentran otro) muestran que percibir estos subsidios no degrada el deseo de encontrar un trabajo y dejar de percibirlos.  La diferencia principal entre el trabajador pobre y el desempleado pobre, sostienen, es que el desempleado tiene más difícil superar las barreras básicas de entrada al mercado de trabajo, como encontrar cuidado asequible para sus hijos, encontrar vivienda cerca de potenciales empleos, o los medios de transporte para ir al trabajo y volver. Para ayudar a que los desempleados pobres entren en el mercado de trabajo, los académicos y políticos progresistas defienden que el Estado proporcione a las familias pobres más ayudas para vivienda, guardería y de otros tipos.
Las discusiones sobre cómo reducir el número de trabajadores pobres también están políticamente cargadas. Políticos y académicos conservadores frecuentemente atribuyen la prevalencia de desigualdad y los trabajadores pobres al exceso de regulación y de impuestos, el cual, afirman, constriñe el crecimiento del empleo. Para reducir el número de trabajadores pobres, los conservadores defienden reducir los subsidios y promulgar leyes laborales menos estrictas. En el bando contrario, muchos progresistas arguyen que el problema de los trabajadores pobres solo se puede solucionar aumentando la intervención del Estado, no reduciéndola.  Esta intervención podría incluir reformas laborales (como mayores salarios mínimos, leyes de ingresos mínimos, programas de formación laboral, etc.) y un aumento de las ayudas estatales (para vivienda, comida, guardería y salud).

## Medición del número de trabajadores pobres

### Absoluta
Según el Departamento de Trabajo estadounidense, los trabajadores pobres «son personas que, durante al menos 27 semanas [del año anterior], formaron parte de la población activa (trabajando o buscando trabajo), pero cuyos ingresos se encuentran por debajo del nivel de pobreza oficial». (Nota: el nivel oficial de pobreza, que establece la Oficina Censal de Estados Unidos, varía dependiendo del tamaño de la familia y la edad de sus miembros. La Oficina de Estadísticas Laborales estadounidense calcula los índices de trabajadores pobres para todos los trabajadores, todas las familias con al menos un trabajador y todos los «individuos sin relación». El índice individual de trabajador pobre calcula el porcentaje de trabajadores cuyos ingresos son inferiores al umbral de la pobreza. En 2009 este índice era del 7 %, comparado con el 4,7 % en el año 2000. El índice familiar de trabajador pobre solo incluye familias de dos o más miembros que están relacionados por nacimiento, matrimonio o adopción. De acuerdo con la definición de índice familiar de trabajador pobre de la Oficina de Estadísticas Laborales, una familia es de trabajadores pobres si el ingreso conjunto en efectivo de dicha familia es inferior al umbral de la pobreza para una familia de ese tamaño. En 2009 este índice familiar era del 7,9 %, comparado con el 5,6 % en el año 2000. Finalmente, el índice de trabajador pobre sin relación mide esta pobreza en las personas que no viven con familiares. En 2009, el 11,7 % de estos trabajadores que no viven con familiares era pobre, comparado con 7,6 % en 2000.

### Relativa
En Europa y otros países ricos distintos de EE. UU., la pobreza y los trabajadores pobres se definen en términos relativos. Una medida de pobreza relativa se basa en la distribución de ingresos en un país más que en la cantidad absoluta de dinero. Eurostat clasifica un hogar como pobre si su ingreso es menos del 60 % del ingreso medio de los hogares en su país. De acuerdo con Eurostat, es apropiado medir relativamente la pobreza porque «los estándares mínimos aceptables normalmente difieren entre las sociedades según su nivel general de prosperidad: alguien considerado pobre en un país rico podría ser considerado rico en un país pobre».
Cuando los académicos llevan a cabo investigaciones sobre los trabajadores pobres a escala nacional, tienden a usar medidas de pobreza relativa. En estos estudios, para ser clasificado como «de trabajadores pobres», un hogar debe satisfacer las siguientes dos condiciones: 1) al menos un miembro de la familia debe estar «trabajando» (lo que puede definirse de varias maneras), y 2) los ingresos totales del hogar deben ser menos del 60 % (o 50 %, o 40 %) del ingreso medio de ese país.
En un estudio de 2010 sobre trabajadores pobres en países ricos, Brady, Fullerton y Cross consideraron un hogar como de trabajadores pobres si 1) tenía al menos una persona empleada y 2) los ingresos totales del hogar eran menos del 50 % del ingreso medio de ese país. De acuerdo con esta definición relativa, el índice de trabajadores pobres en EE. UU. era del 11 % en 2000, casi el doble de la cifra dada por el Gobierno estadounidense, que lo mide en términos absolutos. Para el mismo año este índice en Canadá era del 7,8 %, en el Reino Unido, del 4 %, y en Alemania, del 3,8 %. El informe de enero de 2017 de Oxfam-Intermón recoge que en 2015 los porcentajes de trabajadores pobres en Rumanía y Grecia eran del 18,6 y 13,4 % respectivamente.

## Prevalencia y tendencia

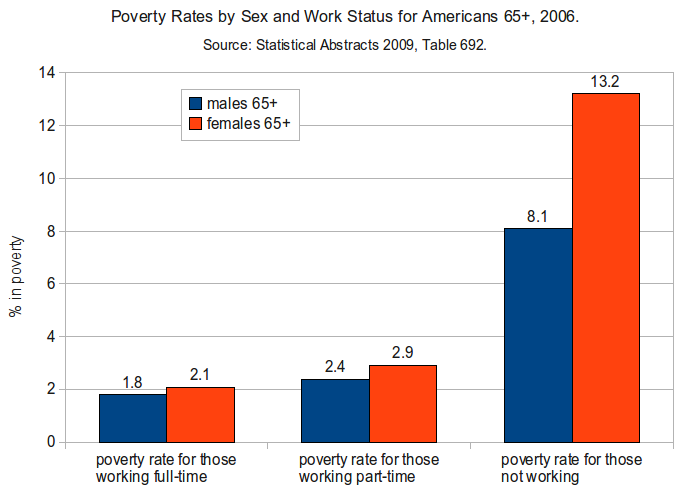
Índices de pobreza por sexo y trabajo para norteamericanos de más de 64 años

Las últimas cifras publicadas (por la OCDE, en 2018, y que corresponden a 2015) señalan a China como el país con mayor porcentaje de trabajadores pobres (25,6 %) respecto al total de su población ocupada, seguido por India (18,5 %), Costa Rica (16,8 %), Brasil (15,9 %), Turquía (15,5 %), México (15,3 %) y España (14,8 %). Los países con menor porcentaje son Chequia (3,9 %), Alemania (3,7 %) e Irlanda (3,5 %).
La pobreza se asocia con el desempleo, pero una gran proporción de pobres trabaja o busca trabajo. En 2009, según la definición oficial de pobreza de la Oficina del Censo estadounidense, 8,8 millones de familias norteamericanas vivían por debajo del umbral de la pobreza (11,1 % del total de familias). De dichas familias, 5,19 millones, o el 58,9 %, tenían al menos una persona clasificada como trabajando. En el mismo año había 11,7 millones de individuos que no vivían con familiares cuyos ingresos se situaban por debajo de la línea oficial de la pobreza (22 % de todos los individuos sin relación). 3,9 millones de estos individuos pobres trabajaban, la tercera parte.
Empleando la definición pobreza de la Oficina del Censo estadounidense, el índice de trabajadores pobres parece haberse mantenido relativamente estable desde 1978. Sin embargo, muchos académicos afirman que el umbral oficial de pobreza es demasiado bajo, y que los salarios reales y las condiciones de trabajo realmente han empeorado para muchos trabajadores durante las pasadas tres o cuatro décadas. Sociólogos como Arne L. Kalleberg han hallado que la disminución de las fábricas y la subsiguiente polarización del mercado de trabajo han llevado a un empeoramiento general de los salarios, la estabilidad laboral y las condiciones de trabajo para las personas menos cualificadas y con menos educación formal. De mediados de la década de 1940 a mediados de la de 1970, los trabajos fabriles ofrecían a los obreros de cualificaciones bajas y medias trabajos estables y bien pagados. Debido a la competencia mundial, los avances tecnológicos y otros factores, los trabajos fabriles han estado disminuyendo en los EE. UU. durante décadas. De 1970 a 2008, el porcentaje de la población empleada en el sector manufacturero se redujo del 23,4 % al 9,1 %. Durante este período de declive, el crecimiento del empleo se polarizó en los dos extremos del mercado de trabajo. Esto es, los trabajos que sustituyeron a los fabriles, de salario medio y cualificación baja o media, fueron, o trabajos de alta cualificación y alto salario, o trabajos de baja cualificación y salario reducido. Por tanto, muchos trabajadores de cualificación baja o media, que en 1970 habrían podido trabajar en fábricas, ahora deben aceptar trabajos precarios y mal pagados en el sector servicios.

### Comparación de EE.UU. y Europa
Otros países ricos también han sufrido el declive de sus sectores manufactureros durante las décadas de 1980 a 2010, pero la mayoría no han padecido tanta polarización en el mercado de trabajo como Estados Unidos. Esta polarización ha sido más severa en economías liberales como EE. UU., Reino Unido o Australia. Países como Dinamarca y Francia han estado sujetos a las mismas presiones económicas, pero debido a sus instituciones laborales más «inclusivas» (o «igualitarias»), como un sistema de negociación colectiva centralizado y fuertes leyes de salario mínimo, han sufrido menos polarización.
Los estudios que comprenden varios países han hallado que los índices de trabajadores pobres en las naciones europeas son muy inferiores a los de EE. UU. La mayor parte de esta diferencia se puede explicar porque los Estados del bienestar europeos son más generosos que el norteamericano. La relación entre Estados del bienestar generosos y bajos índices de trabajadores pobres se amplía en las secciones «Factores de riesgo» y «Políticas antipobreza».
El gráfico Working and Nonworking Poverty emplea datos de Brady, Fullerton y Cross (2010) para mostrar los índices de trabajadores pobres de una pequeña muestra de países. Estos autores accedieron a los datos a través del Estudio de Ingresos Luxemburgo (elaborado por una organización sin ánimo de lucro radicada en ese país). El gráfico mide los índices de pobreza de los hogares, más que los individuales. Un hogar se codifica como «pobre» si su ingreso es inferior al 50 % del ingreso medio de su país. Esto es una medida de pobreza relativa, no absoluta. Un hogar se clasifica como «de trabajadores» si al menos un miembro tenía empleo en el momento de la encuesta. Lo más importante que revela una mirada atenta a este gráfico es que los EE. UU. tienen un índice de trabajadores pobres sorprendentemente más alto que los países europeos. 
La Comisión Europea, en el estudio anual 'Empleo y Desarrollo Social' publicado el 20 de diciembre de 2016, advierte que la pobreza laboral afecta al 12,5 % de los trabajadores de la Unión Europea, cuando antes de 2007 solo afectaba al 10 %. Los bajos salarios por hora no causan por sí solos que los empleados caigan en riesgo de pobreza, pero sí el que trabajen de forma intermitente durante el año, o con jornadas laborales de pocas horas. Asimismo, los trabajadores autónomos a tiempo completo tienen una tasa de riesgo de pobreza 3,5 veces más alta que los empleados a tiempo completo.

## Factores de riesgo
Existen cinco grandes categorías de factores de riesgo que incrementan la probabilidad de que una persona sea un trabajador pobre: sectoriales, demográficos, económicos, instituciones del mercado de trabajo y generosidad del estado de bienestar. Los trabajadores pobres pueden ser gente muy diversa, pero hay algunos sectores laborales, grupos demográficos, factores políticos y económicos que están correlacionados con mayores índices de trabajadores pobres que otros. Factores sectoriales y demográficos ayudan a explicar por qué ciertas personas dentro de un país dado tienen mayor probabilidad que otras de ser trabajadores pobres. Factores políticos y económicos pueden explicar por qué diferentes países tienen distintos índices de trabajadores pobres.

### Tendencias sectoriales
Los trabajadores pobres no se distribuyen uniformemente entre los sectores laborales. El sector servicios tiene el mayor índice de trabajadores pobres. De hecho, 13,3 % de los trabajadores estadounidenses del sector servicios se encontraban por debajo del umbral de pobreza en 2009. Ejemplos de trabajadores de bajos salarios del sector servicios: trabajadores de establecimientos de comida rápida, ayuda sanitaria a domicilio, camareros y vendedores.
Aunque el sector servicios tiene el mayor índice de trabajadores pobres, una porción significativa de estos son trabajadores de cuello azul en los sectores manufacturero, agrícola y de la construcción. La mayoría de los trabajos fabriles solían ofrecer generosos salarios y complementos, pero la calidad de los empleos en este sector ha disminuido con los años. Hoy día, la mayor parte de los trabajos fabriles en EE. UU. se radica en los estados donde la ley garantiza a la persona el derecho a trabajar sin estar afiliado a un sindicato.[cita requerida] En dichos estados es casi imposible para los trabajadores constituir un sindicato.[cita requerida] Esto significa que los patronos pueden pagar salarios inferiores y ofrecer menos complementos de los que solían.

### Factores demográficos
En su libro No me avergüenzo de mi juego, Katherine Newman halla que «los jóvenes de la nación, sus padres solteros, las personas con poca formación y las minorías son más propensos que otros trabajadores a ser pobres». Estos factores, además de formar parte de un hogar numeroso, de un hogar con un solo ingreso, ser mujer, o tener un empleo a tiempo parcial (en vez de otro a tiempo completo) se han demostrado importantes factores de riesgo para ser un trabajador pobre. Los trabajadores inmigrantes y los autoempleados (autónomos) son también más propensos a ser trabajadores pobres que otros tipos de trabajadores.

### Factores económicos
Se asume ampliamente que el crecimiento económico lleva a un mercado laboral más estrecho y mayores salarios. Sin embargo, los datos sugieren que el crecimiento económico no beneficia por igual a todas las partes de la población. Por ejemplo, la década de 1980 fue un período de crecimiento económico y prosperidad en Estados Unidos, pero la mayoría de las mejoras económicas se concentraron en la parte alta del espectro de ingresos. Esto significa que la gente en la zona inferior del mercado de trabajo no se benefició de las mejoras económicas de esta década. De hecho, muchos arguyen que los trabajadores poco cualificados sufrieron un declive de su bienestar en esos años. Por lo tanto, el cambio de las condiciones económicas no tiene tanto impacto sobre el número de trabajadores pobres como se podría esperar. Juan Moscoso del Prado opina que el aumento de los trabajadores pobres en Europa es consecuencia de las políticas aplicadas para salir de la Gran Recesión de 2008. En España se observa que el número de trabajadores pobres no se reduce significativamente en los períodos de crecimiento, sino que permanece estancado e incluso puede aumentar ligeramente. De acuerdo con los datos de Eurostat 1 de cada 4 trabajadores jóvenes en España se encuentra en riesgo de pobreza.

### Instituciones laborales
Los mercados de trabajo pueden ser igualitarios, eficientes, o situarse en un punto intermedio. De acuerdo con Brady, Fullerton, and Cross (2010), «los mercados de trabajo eficientes típicamente presentan flexibilidad, bajo desempleo y alto crecimiento económico, y facilitan la contratación y el despido rápidos de los trabajadores. Los mercados de trabajo igualitarios son impulsados por instituciones laborales fuertes, altos salarios y mayor seguridad» (pág. 562). Los Estados Unidos tienen un mercado de trabajo eficiente, mientras que la mayoría de países europeos lo tienen igualitario. Cada sistema tiene sus desventajas, pero el modelo igualitario se asocia típicamente con índices inferiores de trabajadores pobres. Una contrapartida a esto es que «los menos cualificados y menos empleables» son a veces excluidos de un mercado de trabajo igualitario, y en vez de trabajar deben depender de las ayudas estatales para sobrevivir (pág. 563). Si los EE. UU. cambiaran de un mercado de trabajo eficiente a otro igualitario, tendrían que aumentar la generosidad de su estado del bienestar para lidiar con un desempleo mayor.
La negociación salarial centralizada es un componente clave de los mercados de trabajo igualitarios. En un país con instituciones de negociación salarial centralizada, los salarios para todo un sector industrial (por ejemplo el metal, el papel, el químico, etc.) se negocian a nivel regional o nacional. Esto implica que trabajadores similares ganan salarios similares, lo que reduce la desigualdad de ingresos. Lohmann (2009) halla que los países con instituciones de negociación salarial centralizada tienen bajos niveles de trabajadores pobres antes de las transferencias. Los trabajadores pobres antes de las transferencias son el porcentaje de trabajadores cuyos ingresos puramente salariales son inferiores al umbral de la pobreza (no se cuentan las transferencias estatales).

### Generosidad del estado de bienestar
Los estudios comparados de varios países están de acuerdo en que el factor más importante que afecta al número de trabajadores pobres es la generosidad del estado de bienestar. Un estado de bienestar generoso gasta una alta proporción del PIB en capítulos como seguro de desempleo, seguridad social, asistencia a familias, ayudas de guardería, a la vivienda, al cuidado de la salud, al transporte y a la alimentación. Estudios sobre trabajadores pobres han hallado que esas clases de gasto público pueden sacar de la pobreza a un número significativo de personas, incluso si ganan bajos salarios. El estudio de Lohmann de 2009 muestra que la generosidad del estado de bienestar tiene un impacto significativo en el índice de trabajadores pobres después de las transferencias. Este índice es el porcentaje de hogares de trabajadores cuyos ingresos son inferiores al umbral de pobreza después de tener en cuenta todas las ayudas estatales que reciben. Según un informe del Centro de Investigación del Empleo y la Educación de la Universidad de Berkeley, el 71 % de los beneficiarios estadounidenses de programas de ayuda a los pobres en octubre de 2016 eran hogares cuyo cabeza de familia trabajaba. 
Diferentes tipos de transferencias (también llamadas subsidios) benefician a distintos tipos de familias con bajos salarios: las ayudas a las familias beneficiarán a los hogares con niños, los subsidios de desempleo beneficiarán a hogares con trabajadores de experiencia laboral significativa, etc. Es improbable que las ayudas para personas de edad avanzada beneficien a los hogares de bajos ingresos, a menos que esas personas ancianas vivan en el mismo hogar que sus familiares de menos edad. Frecuentemente, familias o personas que tienen derecho a alguna ayuda no la solicitan, y, por tanto, no la reciben; la mayor parte de las veces por desconocimiento, y en ocasiones, por no querer o no tener capacidad de aportar la documentación y rellenar los formularios necesarios para la solicitud (por analfabetismo funcional, dislexia o, en el caso de que la solicitud se deba hacer por ordenador, falta de medios informáticos o de familiaridad con ellos). En particular, los migrantes son menos propensos a aprovechar los subsidios a los que tendrían derecho.

## Obstáculos al ascenso social
Los trabajadores pobres se enfrentan a muchas de las batallas cotidianas en las que luchan los que no son pobres, pero también deben hacer frente a obstáculos específicos. Algunos estudios, en su mayoría cualitativos, proporcionan detalles intrínsecos de los obstáculos que dificultan a los trabajadores encontrar un trabajo, mantenerlo y llegar a fin de mes. Algunas de las luchas más comunes de los trabajadores pobres son encontrar vivienda asequible, el transporte para ir al trabajo y volver, sufragar necesidades básicas, encontrar, mientras ellos trabajan, a alguien que cuide a sus hijos, los horarios de trabajo imprevisibles, compaginar dos o más empleos, y soportar el trabajo de bajo estatus.

### Vivienda
Los trabajadores pobres que no tienen amigos o parientes con quienes vivir a menudo no pueden alquilar un piso propio. Aunque tienen un empleo, al menos parte del tiempo, encuentran dificultades en ahorrar dinero para pagar la fianza de una vivienda alquilada. Como resultado, muchos trabajadores pobres terminan viviendo de formas que realmente son más caras que un alquiler mensual. Por ejemplo, alquilando habitaciones en moteles de semana. Estas habitaciones acaban costando mucho más que un alquiler tradicional, pero son accesibles para los pobres porque no requieren una elevada fianza. Si alguien no es capaz de pagar una habitación de motel, o no lo desea, puede vivir en su coche, en un albergue para personas sin hogar, o en la calle. Esto no es un fenómeno marginal: en realidad, de acuerdo a la Conferencia de Alcaldes estadounidenses de 2008, uno de cada cinco personas sin hogar tiene un empleo. En octubre de 2016 una tercera parte de las familias que dormían en albergues para personas sin hogar estaban encabezadas por un empleado.
Por supuesto, algunos trabajadores pobres pueden acceder a ayudas a la vivienda (como la sección 8 de la Ley de Vivienda de los Estados Unidos de 1937) para ayudarlos a cubrir sus gastos de alojamiento. Sin embargo, estos subsidios no están disponibles para todos los que cumplen las especificaciones de la sección 8. De hecho, menos del 25 % de la gente que satisface los requisitos para una ayuda a la vivienda la recibe efectivamente.

### Formación
Los problemas de formación empiezan muchas veces en la infancia de los trabajadores pobres y los siguen día a día en su lucha por un ingreso sustancial. Los niños de las familias de los trabajadores pobres no disfrutan de las mismas oportunidades educativas que sus homólogos de la clase media. En muchos casos, las áreas de bajos ingresos tienen escuelas que carecen de lo necesario para proporcionar una educación sólida. Esto sigue a los estudiantes en su recorrido educativo. En muchos casos dificulta a los jóvenes norteamericanos llegar a la educación superior. Los grados y créditos simplemente no se alcanzan en muchos casos, y la falta de guía en la escuela deja a los hijos de los trabajadores pobres sin certificados educativos. Asimismo, la falta de dinero para continuar la educación hace que estos niños se rezaguen. Frecuentemente, sus padres tampoco consiguieron educación superior, y por ello encontraron dificultades para encontrar trabajos con salarios que permitieran mantener a una familia. Hoy día una carrera universitaria es un requisito para muchos trabajos, y son precisamente los empleos poco cualificados los que normalmente solo requieren un certificado de Bachillerato o formación profesional. La desigualdad educativa hace así más probable que los hijos de los trabajadores pobres repitan el mismo destino que sus padres. De acuerdo con la Encuesta de Condiciones de Vida que realizó la Unión Europea en 2011, solo un 7,3 % de los españoles que crecieron en hogares pobres logra en su adultez llegar cómodamente a fin de mes.

### Transporte
Dado que la mayoría de los trabajadores pobres no poseen coches o no se pueden permitir conducir su propio coche, el lugar donde viven puede limitar significativamente su capacidad para trabajar, y viceversa. Como el transporte público en muchas ciudades de EE. UU. es escaso, caro, o inexistente, esto es un obstáculo particularmente difícil de salvar. Algunos trabajadores pobres son capaces de usar sus redes de amigos o familiares —si las tienen— para satisfacer sus necesidades de transporte. En un estudio de madres solteras de bajos ingresos, Edin y Lein hallaron que las madres que disponían de alguien que las llevara al trabajo y las trajera tenían una probabilidad mucho mayor de mantenerse por sí mismas sin recibir ayudas estatales.

### Necesidades básicas
Al igual que los desempleados pobres, los trabajadores pobres luchan para pagar sus necesidades básicas de comida, ropa, vivienda y transporte. Sin embargo, en algunos casos los gastos de los trabajadores pobres pueden superar a los de los desempleados pobres. Por ejemplo, el gasto en ropa del trabajador pobre puede ser mayor porque necesita comprar ropas específicas o uniformes, y mantenerlos más limpios y en mejor estado. Asimismo, como el trabajador pobre pasa la mayor parte de su tiempo en el trabajo, puede no tener tiempo para prepararse la comida. En este caso puede recurrir frecuentemente a la comida rápida, que es menos saludable y más cara que la preparada en casa.

### Guarderías
Los trabajadores pobres que tienen hijos, especialmente las familias monoparentales, se enfrentan a obstáculos significativos para cuidarlos. A menudo el coste de la guardería supera los ingresos por salario, haciendo que trabajar (especialmente si no hay potencial de ascenso en el empleo) se vuelva una actividad económicamente ilógica. Sin embargo, algunas familias monoparentales pueden aprovechar sus redes de familiares y amigos para que alguien cuide a sus hijos gratis o a un precio por debajo del mercado. También hay algunas posibilidades de guardería gratuita facilitadas por el Estado en EE. UU., como el Programa Head Start. Sin embargo, estas opciones gratuitas solo están disponibles durante ciertas horas, lo que puede limitar la capacidad de los padres para aceptar trabajos con turnos que terminen muy avanzada la tarde.

### Horarios de trabajo
Muchos empleos mal pagados fuerzan a los trabajadores a aceptar horarios de trabajo sumamente cambiantes. De hecho, algunos patronos no contratan a nadie que no tenga «total disponibilidad», lo que significa estar disponible para trabajar cualquier día a cualquier hora. Esto dificulta a los trabajadores organizar el cuidado de sus hijos y aceptar un segundo trabajo. Además, sus horas de trabajo pueden fluctuar drásticamente de una semana a otra, dificultándoles presupuestar eficazmente sus gastos y ahorrar dinero.

### Pluriempleo
Muchos trabajadores de bajos salarios se hacen pluriempleados para llegar a fin de mes. En 1996, el 6,2 % de la población ocupada de EE. UU. tenía dos o más empleos a tiempo completo o parcial. La mayor parte tenía dos trabajos a tiempo parcial, o uno a tiempo parcial y otro a tiempo completo, pero el 4 % de los varones y el 2 % de las mujeres tenían a la vez dos trabajos a jornada completa. Esto puede ser físicamente agotador y a menudo llevar a problemas de salud a corto y largo plazo.

### Bajo estatus del trabajo
Muchos empleos mal pagados del sector servicios requieren una gran cantidad de servicio al cliente. Aunque no todos los empleos de servicio al cliente son de bajo salario o de bajo estatus, sí lo son muchos de ellos. El bajo estatus de ciertos trabajos puede causar efectos psicológicos negativos en algunos empleados, si bien otros desarrollan mecanismos de aguante que les permiten mantener un fuerte sentimiento de autoestima. Uno de estos mecanismos se llama «establecimiento de fronteras» (boundary-work en inglés, concepto relacionado con el español corporativismo, pero que se suele aplicar a grupos sociales de mayor estatus). El establecimiento de fronteras se da cuando un grupo de gente valora su posición social comparándose con otro grupo al que perciben en cierta forma como inferior. Por ejemplo, Newman (1999) encontró que los trabajadores neoyorquinos de establecimientos de comida rápida sobrellevan el bajo estatus de su trabajo comparándose con los desempleados, a los que perciben como de estatus todavía más bajo. Así, aunque el bajo estatus de la actividad que desempeñan los trabajadores pobres pueda tener efectos psicológicos negativos, algunos de estos efectos, aunque probablemente no todos, pueden ser contrarrestados mediante mecanismos de aguante como el establecimiento de fronteras.

## Políticas antipobreza
Académicos, políticos y otros han sugerido variadas propuestas para reducir o eliminar el número de trabajadores pobres. La mayoría se basan en la situación de Estados Unidos, pero podrían ser relevantes para otros países. A continuación se detallan los pros y los contras de las más frecuentemente lanzadas.

### Generosidad del estado de bienestar
Los estudios comparados de varios países como los de Lohman (2009), o Brady, Fullerton y Cross (2010), muestran claramente que los países con un estado del bienestar generoso tienen índices más bajos de trabajadores pobres que los países donde está más restringido, incluso teniendo en cuenta factores como demografía, rendimiento económico o instituciones del mercado de trabajo. Un estado del bienestar generoso produce dos efectos clave para reducir el número de trabajadores pobres: eleva el salario mínimo que la gente está dispuesta a aceptar, y saca de la pobreza a una gran proporción de trabajadores mal pagados al proporcionarles un conjunto de ayudas en dinero y en especie. Muchos estudios estiman que aumentar la generosidad del estado del bienestar en EE. UU. reduciría el número de trabajadores pobres. Una crítica habitual a dicha estimación es que un estado del bienestar más generoso estancaría la economía, elevaría el desempleo y degradaría la ética laboral de la gente. Sin embargo, en 2011 la mayoría de los países europeos tiene un desempleo inferior a los EE. UU., y los países con más desempleo no tienen estado del bienestar. Además, aunque las tasas de crecimiento de los países de Europa Occidental puedan ser inferiores a las de EE. UU., tienden a ser más estables, mientras que los estadounidenses tienden a fluctuar con relativa brusquedad. Igualmente, aunque estudios sobre el área han comprobado que programas de estímulo estatal y obras públicas generan mayores empleos e ingresos temporales, todavía no se ha demostrado su permanencia en mejoras sostenibles.

### Salarios y complementos
En la conclusión de su libro Por cuatro duros (2001), Barbara Ehrenreich sostiene que los norteamericanos necesitan presionar a sus patronos para mejorar la compensación de los trabajadores. De forma general, esto implica la necesidad de reforzar el movimiento obrero. Conviene saber que los estudios sobre trabajadores pobres donde se compara su situación en varios países sugieren que un estado del bienestar generoso tiene mayor impacto en reducir su número que movimientos obreros fuertes. Los movimientos obreros de varios países han conseguido esta mayor generosidad a través de partidos políticos propios (partidos laboristas, socialistas y socialdemócratas) o mediante alianzas estratégicas con otros partidos, por ejemplo en la lucha para instaurar un salario mínimo efectivo. En un artículo sobre la subida del salario mínimo en España en 2018, Miquel Puig sostiene que esta elevación es una medida eficaz para sacar a los trabajadores pobres de la pobreza.

### Formación
Se ha sugerido que la solución para reducir el número de trabajadores pobres es más formación profesional en los sectores que crecen, como el cuidado de la salud o las energías renovables. Por ejemplo, Jordi Sevilla atribuía el alto índice de paro juvenil en España en 2014 a que el 45 % de los jóvenes solo tenía los estudios básicos obligatorios, frente a un 25 % de media europea, y muy pocos poseían titulaciones de bachiller o formación profesional media, 23 %, frente al 47 % de media europea. No obstante, aunque se aumente el número de empleados, si los salarios no suben, o no aumentan las ayudas estatales, los trabajadores seguirán siendo pobres.

### Asegurar la manutención de los niños
Dado que una gran proporción de hogares de trabajadores pobres son monoparentales y encabezados por una mujer, una vía clara para reducir el número de trabajadores pobres sería que los varones que engendraron a los niños compartieran el coste de criarlos. En los casos en los que este varón no puede, académicos como Irwin Garfinkel abogan por la implantación de una garantía de manutención de los niños, por la cual el Estado la pague si el padre no es capaz. 

### Matrimonio
Los hogares con dos perceptores de salarios tienen un índice de pobreza significativamente menor que los hogares con solo uno. Asimismo, los hogares con dos adultos, pero un solo perceptor de salario, padecen menores índices de pobreza que aquellos donde solo hay un adulto. Por tanto, parece claro que dos adultos en un hogar, especialmente si además hay niños, dan mayor probabilidad de proteger a ese hogar de la pobreza que un adulto solo. Muchos académicos y políticos han empleado este hecho para argumentar que casarse y permanecer casado es un medio eficaz para reducir el número de trabajadores pobres (y la pobreza en general). Sin embargo, es más fácil decirlo que hacerlo. La investigación ha demostrado que las personas de bajos ingresos se casan menos que las de altos, porque les resulta más difícil encontrar una pareja que tenga un empleo, lo que a menudo se ve como un prerrequisito para el matrimonio. En consecuencia, a menos que se mejore la estructura de oportunidades de empleo, solamente aumentar el número de matrimonios entre las personas de bajos ingresos probablemente no reducirá el número de trabajadores pobres.